# Ipotesi sulla formazione dell'immagine della Sindone

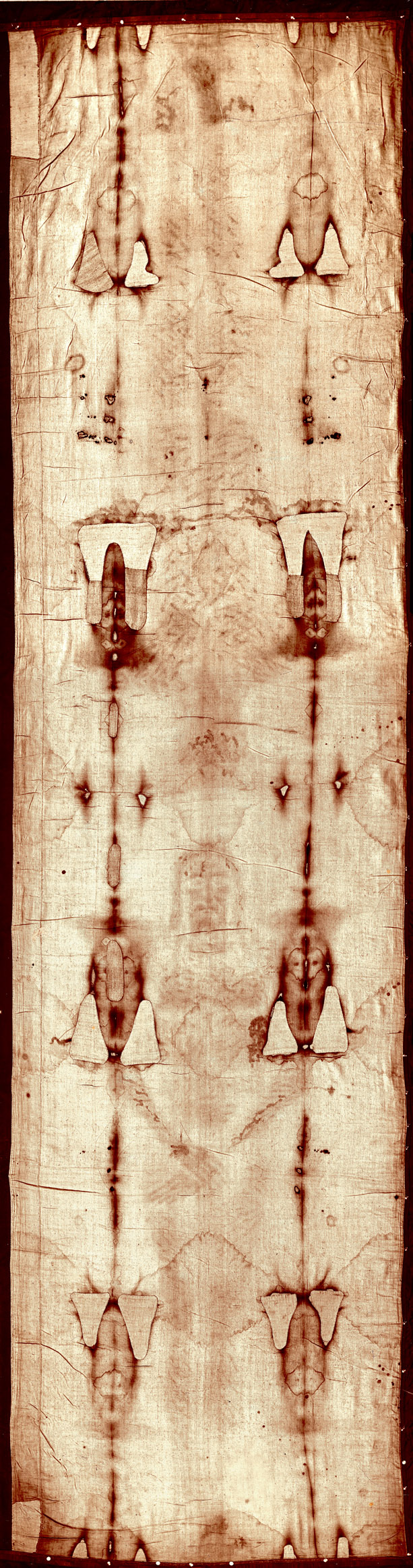
La Sindone fotografata da Giuseppe Enrie (1931).

Sono state avanzate diverse ipotesi per spiegare la formazione dell'immagine impressa sulla Sindone di Torino senza ricorrere a meccanismi soprannaturali.
Esse si possono dividere in due gruppi:
- meccanismi naturali che avrebbero impresso l'immagine sulla Sindone mentre essa era distesa sopra e sotto un cadavere;
- procedimenti artificiali con i quali un artista avrebbe creato l'immagine.

Anche nel primo caso, non si può determinare se sia stato Gesù o un'altra persona a essere la causa dell'immagine.

## Meccanismi naturali

### Reazioni chimiche
Per primo Paul Vignon, all'inizio del XX secolo, avanzò una teoria che egli definì "vaporografica", secondo la quale l'immagine sindonica sarebbe il risultato di reazioni chimiche tra il tessuto, gli aromi (mirra e aloe) di cui, secondo le usanze ebraiche e il testo dei Vangeli, la Sindone doveva essere impregnata, e i vapori di ammoniaca prodotti dalla decomposizione del cadavere avvolto nel lenzuolo. In quest'ipotesi, dunque, la genesi della Sindone viene considerata una sorta di impronta, dove i punti più scuri corrispondono ad un contatto più ravvicinato del tessuto con il cadavere.
Nel 2002 il chimico statunitense Raymond Rogers e Anna Arnoldi hanno ripreso questa ipotesi e hanno riferito di aver ottenuto un ingiallimento superficiale delle fibre di lino, proprio come nella Sindone. La causa dell'ingiallimento sarebbe la reazione chimica (reazione di Maillard) tra i vapori d'ammoniaca e alcune impurità (zuccheri polisaccaridi) presenti sulla superficie del lino antico a motivo della particolare tecnica di lavorazione usata (descritta da Plinio il Vecchio), tramite lavaggio del lino con sapone ricavato da saponaria. Questa teoria è sostenuta anche da Barrie Schwortz e Teresinha Roberts che hanno effettuato un esperimento con la carcassa di un maiale: la formazione della colorazione è simile, ma appare difficile che si realizzi un'immagine così precisa da un fenomeno naturale.
Rimangono alcune questioni irrisolte, tra le quali come abbia potuto formarsi un'immagine così netta e dettagliata come quella sindonica, dal momento che il vapore diffonde in tutte le direzioni, oltre al fatto che un simile vapore avrebbe prodotto un'immagine in tutto il telo aderente al corpo, generando un'immagine deformata e non una proiezione verticale come quella della Sindone.

### Irradiazione
La caratteristica "irradiazione" dell'immagine della Sindone è stata scoperta nelle prime immagini ad alta definizione della Sindone del 1978, che ne indagarono la proiezione nello spazio tridimensionale, in particolare nell'analisi del prof. Giovanni Tamburelli che si avvalse della collaborazione del gruppo di ricerca di Giovanni Garibotto del centro CSELT.
Alcuni ricercatori (Paolo Di Lazzaro, Daniele Murra, Enrico Nichelatti, Antonino Santoni, Giuseppe Baldacchini e Giulio Fanti) hanno condotto, tra il 2005 e il 2010, presso il Centro ENEA di Frascati, studi sui tessuti di lino mediante irraggiamento con laser a eccimeri, pubblicando i dati delle diverse fasi e affermando che "un brevissimo e intenso lampo di radiazione VUV (Vacuum Ultraviolet) direzionale può 
colorare un tessuto di lino in modo da riprodurre molte delle peculiari caratteristiche della immagine corporea della 
Sindone di Torino". I risultati ottenuti sono stati riassunti in un rapporto reso pubblico nel 2011.
Nell'abstract del rapporto si legge: "Mediante impulsi laser eccimero abbiamo ottenuto una colorazione del lino estremamente superficiale e similsindonica...Abbiamo inoltre ottenuto una colorazione latente, invisibile dopo gli irraggiamenti, che appare solo a seguito di invecchiamento artificiale e/o naturale del lino. Il risultato forse più importante è aver individuato alcuni processi fotochimici in grado di spiegare sia la colorazione superficiale, sia il fenomeno della colorazione latente. È possibile che questi processi fotochimici abbiano contribuito alla formazione della immagine sulla Sindone."
Per Christopher Ramsey il fatto che si possa produrre un risultato usando un laser ultravioletto non significa che questo sia l'unico modo per ottenere tale risultato. Ci sono molte possibilità e l'immagine potrebbe essere il risultato di una combinazione di fenomeni. Per Luigi Garlaschelli si tratta di un risultato limitato e non eclatante e i risultati dei ricercatori dell'ENEA non bastano a escludere l'ipotesi di un falso medioevale; d'altra parte queste tecnologie non erano a disposizione nell'antichità o nel medioevo e pertanto non possono essere la causa della formazione della Sindone.

### Effetto corona
L'effetto corona è un tipo di scarica elettrica caratterizzato dalla ionizzazione del fluido conduttore (generalmente aria), con produzione di plasma. Esperimenti effettuati hanno dimostrato la formazione di immagini dettagliate e con le stesse caratteristiche di doppia superficialità dell'immagine sindonica.
Tuttavia non è chiaro come avrebbe potuto prodursi il campo elettrico necessario a generare la scarica. È stato suggerito che un terremoto (come quello che, secondo i Vangeli, avvenne alla morte di Gesù) potrebbe generare un campo elettrico se nel sottosuolo sono presenti strati di rocce piezoelettriche, ad esempio il quarzo; la presenza di radon in un ambiente chiuso, quale una tomba, può inoltre abbassare la soglia di potenziale oltre la quale si verifica la scarica. Le prospezioni geologiche però non hanno trovato strati di quarzo nel sottosuolo di Gerusalemme.

## Procedimenti artificiali

### Pittura
L'ipotesi che l'immagine sia dipinta è la prima da considerare se si suppone che la Sindone sia stata realizzata da un artista, ed è stata avanzata dagli scettici fin dal XIV secolo. Intorno al 1389 Pietro d'Arcis, vescovo di Troyes, scrisse in una lettera all'antipapa Clemente VII che il suo predecessore, Enrico di Poitiers, aveva raccolto la confessione del pittore.
Per una verifica scientifica si dovette però attendere il 1978, quando gli studiosi dello STURP (Shroud of Turin Research Project) esaminarono la Sindone e prelevarono alcuni campioni. La maggior parte di essi escluse categoricamente, in base ai risultati di diverse analisi (spettrometria all'ultravioletto, all'infrarosso e alla luce visibile; fluorescenza ai raggi X; applicazione di vari reagenti; spettrometria di massa), la presenza di pigmenti di qualunque tipo. Inoltre l'esame della trasformata di Fourier dell'immagine avrebbe mostrato che essa non possiederebbe alcuna direzionalità, come dovrebbe necessariamente avere se fosse stata dipinta con un pennello.
Diverse invece furono le risultanze degli studi di Walter McCrone che trovò nei campioni i resti di una pittura a base di ocra rossa (ossido di ferro), fissata con un legante a base di proteine animali.
Per gli autenticisti tuttavia un artista del XIV secolo o precedente non avrebbe potuto, per ragioni sia tecniche sia stilistiche, realizzare un dipinto con le caratteristiche della Sindone.

### Strinatura su bassorilievo riscaldato
Un'altra ipotesi è quella che l'immagine della Sindone sia stata realizzata per strinatura, cioè bruciando superficialmente il tessuto, probabilmente per contatto con una statua o un bassorilievo riscaldato a temperature dell'ordine dei 200 °C, sufficiente a produrre bruciature visibili, ma non ad incendiare il lenzuolo (come quando si lascia per troppo tempo il ferro da stiro caldo su un tessuto). Alcuni studiosi (Rodante, Moroni e Delfino-Pesce) sono riusciti, con questo metodo, a produrre delle immagini dall'aspetto piuttosto simile al volto dell'Uomo della Sindone, che però non riescono a riprodurne efficacemente la tridimensionalità.
Inoltre le caratteristiche microscopiche di queste immagini sono ben diverse. Le strinature infatti penetrano all'interno delle fibre in proporzione alla temperatura; l'immagine sindonica invece è causata dall'ingiallimento soltanto della porzione superficiale di ciascuna fibra, mentre l'interno rimane chiaro. Inoltre i segni delle strinature sono fluorescenti all'infrarosso, mentre l'immagine della Sindone non lo è (lo sono invece le bruciature provocate dall'incendio del 1532).
Un ulteriore problema rispetto a questa ipotesi è dato dal fatto che, come riscontrato da Heller e Adler, non vi è immagine al di sotto delle macchie di sangue. Si deve quindi ritenere che queste fossero già presenti sul lenzuolo quando l'immagine si è prodotta. Sia che siano costituite da vero sangue, sia che siano state realizzate con altre sostanze, esse avrebbero dovuto alterarsi alle temperature necessarie per produrre le strinature.
Rimarrebbe infine da spiegare, così come per l'ipotesi della pittura, come l'ipotetico autore della statua o del bassorilievo possa essere stato capace di ottenere un risultato così accurato dal punto di vista anatomico.

### Fotografia rudimentale
Alcuni hanno ipotizzato che l'immagine sia stata realizzata con una primitiva tecnica fotografica, imprimendo sul lenzuolo l'immagine di un modello appositamente realizzato (un cadavere, una persona vivente o una statua). Secondo Nicholas Allen, studioso di storia dell'arte, i materiali e i mezzi tecnici necessari erano tutti già disponibili nel XIV secolo.
Non esistono tracce storiche della conoscenza e dell'uso di tecniche fotografiche prima del XIX secolo: nel basso Medioevo era nota la camera oscura, ma questa poteva solo proiettare un'immagine (che poteva essere poi copiata o ricalcata), non imprimerla in modo indelebile su una superficie. Per imprimerla è necessario l'uso di sostanze fotosensibili (ad esempio il nitrato d'argento o estratti vegetali); la Sindone avrebbe dovuto essere spalmata o impregnata con questi materiali, ma le analisi non ne hanno trovata traccia. Secondo Allen, tali sostanze sarebbero sparite poiché il lenzuolo sarebbe stato lavato poi con ammoniaca, disponibile nell'urina umana e usata dall'antichità.
La camera oscura, poi, prima del XVI secolo non era dotata di lente (l'idea, detta camera oscura leonardiana, è attribuita a Leonardo da Vinci), quindi per ottenere un'immagine a fuoco bisognava usare un foro molto piccolo. Di conseguenza l'illuminazione sarebbe stata molto ridotta e avrebbe richiesto un tempo di posa lunghissimo, di diverse ore se non addirittura di giorni (da raddoppiare per "scattare" le due immagini, frontale e dorsale). Allen afferma che la camera oscura era nota già nell'antica Cina e nella Grecia pre-ellenistica (secondo lo studioso, Platone vi farebbe riferimento nel mito della caverna), e che l'uso delle lenti era possibile già nel XIII secolo, per un artista o scienziato particolarmente abile. Aggiunge che proprio la lunga esposizione forma la particolare immagine tridimensionale e molto sfocata.
Sarebbe stato estremamente difficile, con la tecnologia disponibile nel XIV secolo, mantenere un'illuminazione frontale, uniforme e costante del modello per tutto il tempo necessario (l'immagine della Sindone non presenta variazioni di luminosità, né le ombre che necessariamente un'illuminazione laterale avrebbe prodotto; l'immagine prodotta da Allen invece mostrerebbe un'evidente illuminazione laterale e contorni netti che la Sindone non ha). Inoltre se come modello si fosse usato un cadavere, questo si sarebbe probabilmente decomposto durante l'esposizione. Allen infatti ha utilizzato un busto, una camera oscura artigianale da lui stesso costruita e alcuni sali d'argento.
Infine, questa ipotesi non spiegherebbe assolutamente la tridimensionalità dell'immagine: l'intensità di un'immagine fotografica è proporzionale alla luminosità della superficie fotografata, non alla sua distanza come sarebbe necessario. Elaborando tridimensionalmente una fotografia non si ottiene praticamente mai un fedele modello in rilievo del soggetto fotografato, come avviene invece per l'immagine della Sindone. Allen invece afferma il contrario, mostrando i propri modelli sindonici in negativo.
Il filosofo, teologo e alchimista del XIII secolo Alberto Magno per alcuni sarebbe già stato in grado di produrre un manufatto protofotografico, in quanto tra i primi a intuire le proprietà fotosensibili del nitrato d'argento; quindi, un alchimista discepolo della scuola di Alberto avrebbe potuto in teoria, con l'aiuto di artisti, fabbricare il manufatto.

#### Opera di Leonardo
Altri autori hanno proposto l'ipotesi che la Sindone sia stata realizzata con la tecnica protofotografica proprio da Leonardo da Vinci, che avrebbe potuto in teoria farlo col procedimento descritto. Se così fosse però non potrebbe trattarsi della stessa Sindone esposta a Lirey alla metà del XIV secolo, poiché Leonardo nacque nel 1452, quasi un secolo dopo: secondo i proponenti di questa ipotesi, i duchi di Savoia, che nel 1453 avevano acquistato la Sindone di Lirey (che secondo questa ipotesi doveva essere un semplice dipinto), alcuni decenni dopo commissionarono a Leonardo la realizzazione di una nuova Sindone di migliore qualità e più credibile.
Questa ipotesi non ha ottenuto credito presso la comunità scientifica; i pochi commenti che ha ricevuto sono stati negativi. Si fa notare, tra le altre cose, che sebbene Leonardo annotasse dettagliatamente ogni sua attività, nei suoi scritti non si trova alcun cenno alla Sindone, alla crocifissione o alla sperimentazione di tecniche fotografiche e, inoltre, non soggiornò mai a Chambéry, sebbene su questi ultimi punti occorre anche dire che tutti gli studiosi sono concordi nell'affermare che nella ipotesi più ottimistica è sopravvissuto al massimo un terzo dell'opera di Leonardo e quindi nulla impedisce di pensare che l'esposizione della tecnica fotografica, unitamente a tante altre riflessioni e idee di Leonardo, potesse trovarsi nei manoscritti andati perduti.
Secondo altri, avrebbe semplicemente usato un ferro arroventato, così da riprodurre una sorta di sfumato leonardesco.

### Strofinamento su bassorilievo e applicazione di acidi
Il professor Luigi Garlaschelli, docente di chimica organica dell'Università di Pavia, ha proposto l'ipotesi che la Sindone sia stata realizzata con un colorante a base di ocra rossa, applicato strofinando con un tampone il telo disteso sopra un corpo umano (un metodo già sperimentato da Joe Nickell nel 1983), ma che tutto il pigmento si sia gradualmente distaccato nel corso dei secoli, e che l'immagine oggi visibile sia stata prodotta dalle impurità presenti nell'ocra rossa, che avrebbero reagito chimicamente con le fibre di lino. Garlaschelli ha realizzato due lenzuoli: il primo con la sola ocra riproduce quello che egli presume fosse l'aspetto della sindone appena prodotta, il secondo invece riproduce l'aspetto attuale, danni dell'incendio inclusi. Secondo Garlaschelli l'esperimento dimostra che il lenzuolo originale può essere stato realizzato con questo metodo.
Per il volto è stato usato un bassorilievo in gesso, così da evitare le distorsioni che si otterrebbero stendendo il lenzuolo sul viso di una persona (effetto detto Maschera di Agamennone). A mano sono stati aggiunti segni di flagellatura e le tracce di sangue (a tempera). Uno dei lenzuoli è stato invecchiato artificialmente e si è utilizzata una soluzione di acido solforico all'1,2-1,3% mescolata, per riprodurre impurità presenti nell'ocra medievale, ad un pigmento blu (alluminato di cobalto). Dopo un ulteriore invecchiamento ottenuto riscaldando la tela per 3 ore a 140 °C, le tracce di pigmento (assenti sulla sindone di Torino) sono state tolte tramite lavaggio. Il colore blu è stato scelto perché eventuali residui non potessero essere confusi con il colore finale del telo.
Il risultato è un'immagine tenue e sfumata dovuta all'ingiallimento delle sole fibre superficiali e non fluorescente ai raggi ultravioletti. Il colore è del tutto assente tranne piccole tracce invisibili, e in un'analisi sulla Sindone furono ritrovati piccoli granuli coloranti analoghi (l'ocra rossa trovata da Walter McCrone), che dagli autenticisti sono attribuiti ai residui della pittura di artisti che hanno ricalcato la Sindone per realizzarne le numerose copie artistiche, mentre per Garlaschelli questa è un'ulteriore prova della veridicità della sua asserzione.
Garlaschelli precisa che l'invecchiamento artificiale non può produrre un effetto chimicamente del tutto identico ad un invecchiamento naturale: "chiaramente le caratteristiche chimiche fini del telo non possono essere le stesse anche se sono sufficientemente simili da essere accettabili". Garlaschelli riprende anche le analisi che hanno negato la presenza di vero sangue (coevo a quello del sudario di Oviedo, altra reliquia che gli esami hanno dichiarato medievale). Inoltre viene specificato che la totale uguaglianza della forma del manufatto con l'originale è impossibile, poiché si tratta di due realizzazioni artigianali.
Diversi sindonologi hanno però osservato che anche le immagini di Garlaschelli non riprodurrebbero tutte le caratteristiche della Sindone: secondo John Jackson e Keith Propp esse falliscono nel riprodurne correttamente la tridimensionalità (ad esempio le mani appaiono affondate nel corpo), inoltre il metodo di Garlaschelli non seguirebbe la corretta sequenza degli eventi, perché l'assenza di immagine sotto le presunte macchie di sangue, rilevata dallo STURP nel 1978, suggerisce che il sangue si depositò prima della formazione dell'immagine, mentre Garlaschelli ha dipinto le macchie di sangue solo dopo aver sottoposto i teli all'invecchiamento artificiale; se avesse fatto il contrario si sarebbero rovinate. A questo riguardo David Rolfe osserva anche che, se si applica prima il sangue, diventa poi estremamente difficile realizzare l'immagine in modo che le macchie appaiano nelle posizioni giuste, mentre creare prima l'immagine e poi dipingere il sangue è molto più facile. Giulio Fanti aggiunge che a suo parere il metodo usato da Garlaschelli non può generare un'immagine che penetra nel tessuto solo per alcuni millesimi di millimetro, né colorarne in modo uniforme le fibre, come invece avviene per la Sindone, e invita Garlaschelli a consentire l'esame al microscopio delle sue copie per verificarlo.